# Altenbeuthen
Altenbeuthen là một đô thị thuộc huyện Saalfeld-Rudolstadt, trong bang Thüringen, nước Đức. Đô thị Altenbeuthen có diện tích 7,87 km².